# Ian
Ian eller Iain är ett mansnamn från Skottland. Namnet är från början en skotsk kortform av det grekiska namnet Johannes (liksom svenska Johan), i sin tur av bibliskt urpsung, från det hebreiska mansnamnet יוֹחָנָן (Jochanan) som betyder ”Gud har förbarmat sig”. Det är ett mycket vanligt namn i stora delar av den engelskspråkiga världen. I Storbritannien är Ian det 12:e mest vanliga mansnamnet. I USA håller namnet Ian på att bli allt mer populärt; år 2008 var det på 28:e plats i "top-100-listan".
I den finlandssvenska namnsdagslängden har Ian namnsdag 24 juni sedan 2015.

## Personer med namnet Ian eller Iain
- Ian Anderson, brittisk sångare, gitarrist och flöjtist i det brittiska rockbandet Jethro Tull
- Iain Banks - skotsk science fictionförfattare
- Ian Brown - brittisk sångare i The Stone Roses, numera soloartist
- Ian Bolton - engelsk fotbollsspelare
- Iain Coleman -  brittisk politiker
- Ian Crocker - amerikansk simmare
- Ian Curtis - brittisk sångare och låtskrivare i Joy Division
- Iain Duncan Smith - brittisk politiker
- Ian Fleming - brittisk journalist och författare, James Bonds skapare
- Ian Gillan - brittisk rocksångare
- Ian Hart - brittisk skådespelare
- Ian Kershaw - brittisk historiker
- Ian McEwan - brittisk författare
- Ian McKellen - brittisk skådespelare
- Ian Paisley - nordirländsk politiker
- Iain Pears - brittisk författare
- Ian Rankin - skotsk kriminalförfattare
- Ian Rush - Waelsisk fotbollsspelare, legend i Liverpool
- Ian Smith - rhodesisk politiker, premiärminister 1964-1979
- Ian Somerhalder - amerikansk skådespelare, fotomodell och regissör
- Ian Stuart Donaldson - brittisk musiker
- Ian Thorpe - australiensisk simmare
- Ian Wachtmeister - svensk politiker